# Перемёт
Перемёт (тюколка, дрыголка) — орудие лова, главным образом хищной рыбы, тип крючковой снасти. Состоит из прочной бечёвки и прикреплённых к ней поводков с крючками, на которые насаживается приманка. В любительском рыболовстве на реках применяется в основном для ловли сома. Промышленный вариант снасти, используемый в море, называется ярус.
Перемёт обычно ставят около ям реки. Оба конца перемёта привязывают к сторожкам, состоящим из бечёвки, к нижнему концу которой прикреплён груз (грузило), а к верхней — поплавок. Можно также натягивать перемёт и между двумя вбитыми в дно колами, использовать любые другие неподвижные и полуподвижные элементы (подводные детали причалов и пристаней, бакены, буи). Самое главное — чтобы перемёт оставался на одном месте и был заглублён в воду. В качестве насадки хорошо себя зарекомендовал пескарь и окунь, насаженный на крючок за спинку или за жабру через рот. В Азовском море в качестве наживки хороша местная мелкая креветка.
Является разрешенной снастью на Волжско-Каспийском рыбохозяйственном бассейне (не более 10 крючков на перемёте у одного гражданина). Под запретом согласно приказу Минсельхоза России от 13 октября 2022 г. № 695 «Об утверждении правил рыболовства для Волжско-Каспийского рыбохозяйственного бассейна» — во Владимирской и Нижегородской областях.
Перемёт с наживкой часто путают с запрещёнными крючковыми самоловными снастями, работающими по принципу багрения. Основа снасти для багрения — хребтина (трос, к которому вяжутся поводки с крючками). На таких «перемётах»(иногда неверно именуемая "самодур") используются специальные крючки, наживка на них не насаживается, а рыба, проплывающая мимо, просто багрится. У самоловной снасти — короткие поводки с минимальным расстоянием между ними. Снасть устанавливается вдоль или поперек реки, а также в озёрах, водохранилищах и прочих водоёмах на уровне хода рыбы. У обычного перемёта рыба ловится как на обычную донную удочку , так на крючках висит живец или иная насадка , имеет длинные поводки и большое расстояние между ними (чтобы не путались между собой), и обычные крючки. 
В словаре Даля это название относится к двум другим видам снастей — неподвижной сети и крючковой снасти для багрения:

Переметъ, рыболовная сѣть, которая не тянется, а ставится на кольяхъ, и рыба вязнетъ, путаясь въ ячеяхъ, что аханъ въ море, касп. простой переметъ, ставится поперекъ рѣки́, или на́кось; арх. сѣть, длиной 15 саженей, стѣны́ (стѣной, ногами) 7 четвертей, вверху и внизу тетивы или отуги, къ верхней (верхницѣ) привязаны кябрюшки шашки, балберки, поплавки) къ ни́жницѣ каменные грузила, Ки́басы; къ бокамъ шо́ранцы, двухсаженные веревки, для укрѣпы перемета къ кольям. Стрекать переметъ, прм. ставить. В Бѣломъ море переметъ ставится отъ берега прямо въ море, рыба же выбирается при отливѣ. || Переметъ или черная снасть, шашковая снасть, балберочная, на которую ловится красная рыба (бѣлуга, осетръ, шипъ, севрюга, стерлядь): веревка (переметъ), съ камнемъ по концамъ, лежитъ на днѣ, отъ концовъ идетъ по отугѣ съ пукомъ (наплавкомъ изъ пучка куги); отъ перемета вверхъ идутъ поводки съ кованцами, крючками, дужкою вверхъ; за дужку кованца привязанъ сило́къ съ балберкой или шашкой, которая держитъ поводокъ вна́тугъ, не вплавь, а подъ водой; на балберкахъ хозяинъ кладетъ свою тамгу, метку; кованцы безъ наживы (то животна́я, кусовая снасть), а рыба трется и садится на кованецъ боком. Снасть эта, какъ полагаютъ, портитъ много рыбы, и потому запрещена, но она въ дѣлѣ повсюду, въ Черномъ и Каспійскомъ море и въ рѣкахъ ихъ, и безъ нея рыбакамъ не обойтись.
— 